# Бошко Јанковић (народни херој)
Бошко Јанковић (Жирци, код Колашина, 31. октобар 1910 – 18. октобар 1943) био је учесник Народноослободилачке борбе и народни херој Југославије.

## Биографија
Родио се у Жирцима, код Колашина, 31. октобар 1910. године у сиромашној сељачкој породици. Отац Милинко му је погинуо у бици код Мојковца 1916. године. У селу је завршио основну школу, а гимназију је похађао у Колашину и Беранама. Због сиромаштва није могао да настави школовање те је уписао школу резервних официра. Накан завршетка, запослио се као финансијски чиновник у Дервенти. Ту се упознао са омладинским покретом и радио на задацима који су му поверавани.
Након Априлског рата и слома државе, вратио се у родно место и прикључио припремама устанка. Истакао се храброшћу па је постављен за команданта чете. Након повлачења пратизанских снага из Црне Горе у Босну, ушао је у састав 4. батаљона 4. чете пролетерске бригаде. Нарочито се истакао у борби са усташама у шуми изнад Мачковца и у борбама око Купреса. Уместо рањеног команданта Саве Дрљевића, у борби код Купреса командовао је 4. батаљоном. Успео је да са батаљоном пробије непријатељску линију и продре у унутрашњост насеља. Због своје изузетне храбрости постављен је за команданта 5. батаљона 4. пролетерске бригаде.
Истакао се у борбама против Немаца и усташа у борбама према Бања Луци, на Мањачи, на правцима Јајце − Доњи Вакуф и Јајце − Травник. Истакао се и у бици на Сутјесци па је због тога постављен за начелника штаба 4. пролетерске бригаде. Дванаестог августа је постављен за команданта 5. пролетерске бригаде. Пета бригада је 18. октобра 1943. водила борбе под Манастир Острог погинуо је под Острог у борби са четницима Баја Станишића. 
Указом Председништва Антифашистичког већа народног ослобођења Југославије (АВНОЈ) 11. јула 1945. постхумно је одликован Орденом заслуга за народ првог реда. Указом Президијума Народне скупштине ФНР Југославије, 20. децембра 1951. године, проглашен је за народног хероја.